# 埃格勒维尔
埃格勒维尔（法語：Égreville，法語發音：[eɡʁəvil] ⓘ）是法国塞纳-马恩省的一个市镇，属于枫丹白露区。

## 地理
埃格勒维尔（48°10'38"N, 2°52'17"E）面积31.84 平方千米，位于法国法蘭西島大區塞纳-马恩省，该省份为法国北部内陆省份，北起瓦兹省，西接埃松省、马恩河谷省、塞纳-圣但尼省和瓦兹河谷省，南至卢瓦雷省，东南接约讷省，东临马恩省和奥布省，东北接埃纳省。
与埃格勒维尔接壤的市镇（或旧市镇、城区）包括：维勒贝翁、茹伊、勒比尼翁米拉博、舍瓦讷、舍夫里苏勒比尼翁、布朗勒、尚特罗、洛雷勒博卡日-普雷欧。

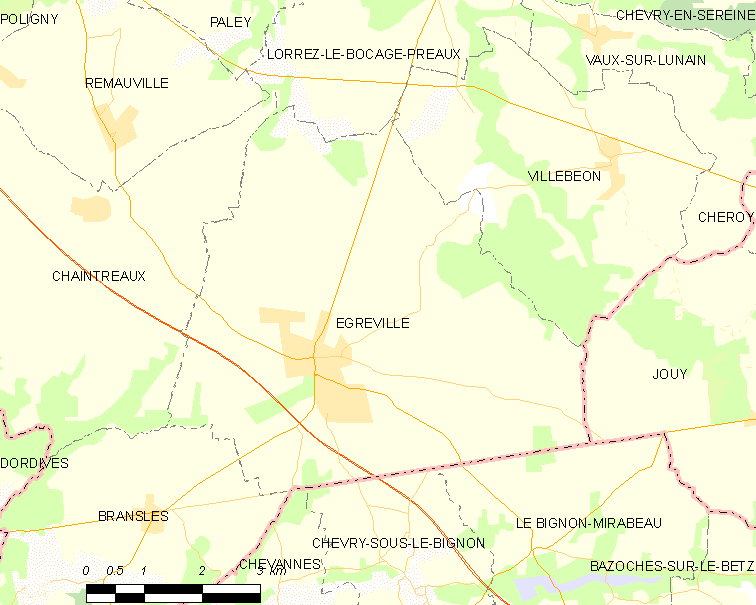
埃格勒维尔的OSM定位图

埃格勒维尔的时区为UTC+01:00、UTC+02:00（夏令时）。

## 行政
埃格勒维尔的邮政编码为77620，INSEE市镇编码为77168。

## 政治
埃格勒维尔所属的省级选区为讷穆尔县。

## 人口

1962-2008年间埃格勒维尔人口变化图示

埃格勒维尔于2022年1月1日时的人口数量为2164人。